# Крепост (село)
Крепост е село в Южна България. То се намира в община Димитровград, област Хасково.

## География
Село Крепост се намира по средата на пътя, свързващ гр. Димитровград и гр. Хасково. Плодородната земя в землището на селото ражда пшеница, царевица и памук. Селото е известно с черешовите си масиви.

## История
През 2007 година в местността „Жельова чешма“ са проучени останки от тракийско светилище и късноантична църква. Светилището е от ямен тип, използвано е от IV век пр. Хр. до III век сл. Хр., открити са плочки с тракийски конник и следи от жертвоприношения. Църквата е от IV-VI век, еднокорабна с ширина 7,5 и дължина 20 метра. Северно и източно от нея е разположен християнски некропол от същия период.

## Икономика
През 2018 година край селото е открит третия завод на производителя на електрически инсталации за автомобили „Язаки България“, в който към септември работят около 1700 души.

## Културни и природни забележителности
В селото има два храма. Енорийската черква „Свети Константин и Елена” от 1874 година. Голяма част от иконите са дело на Никола Данчов. В центъра на селото се намира параклисът  „Света Ана”, осветен през 1876 година.
Селото с над 1500 жители е превърнато в изложба на открито от братя Паневи. Двамата художници подаряват на родното си село 30 пана-стенописи, с които са изографисани фасадните стени на училището, кметството, здравната служба, читалището, параклиса, църквата. Техни творения на открито има още върху родната им къща и върху едно ресторантче в селото, което е съвсем близо до площада. А всяка година братята рисуват по още едно пано…
Гордост на селото е и фолклорната група, която е основана през 1956 г. Спечелила е много награди от национални събори, а сред тях и 11 златни медала, 4 от надпяванията в Копривщица

## Училища и читалища
В селото има училище „Христо Ботев“ и читалище „Селска пробуда“.

## Редовни събития
В Крепост е обичай да се отбелязват големи народни празници като Бабинден, Сирни Заговезни и Св. Константин и Елена.
По Бабинден (21 януари) в семействата на новородените се коли кокошка или петел, приготвя се масленица (дърпана баница), вино и ракия. В знак на уважение се поканва опитната баба-акушерка да си измие ръцете с нов сапун и нова кърпа.
Празненствата за Сирни Заговезни (наричано в селото Оратник), седмица преди Велики пости, са цял спектакъл. Тогава на площада се организира маскарад (с едновремешни носии) срещу злите сили и се пали огън, който се прескача за здраве. Децата се включват в хамкането, а момците палят върбови стрели (джавки), които изстрелват с лък към дома на любимата (севдата). Този ритуал е обяснение в любов, демонстриращ горещите им чувства. По време на Оратника, младеж може да открадне възлюбената си мома, която придобива статута „Пристануша“ (пристанала мома) вместо да е нужно да бъде сгодявана. Играе се Пеено хоро – пеене без инструменти.
Празникът Св. Константин и Елена (21 май), наричан още Еленка, е сборът на селото. Пекат се агнета и обредни хлябове (кулаци), които се носят на параклиса Св. Елена.

## Личности
- Панчо Панев (р.1937) – български художник график
- Христо Панев (р.1942) – български художник живописец

## Други
Крепост е изключително чисто селище, бордюрите са боядисани, почти не се виждат неасфалтирани улици. Двама местни художници се опитват да го превърнат в малко селище с най-много украсени сгради.
Село Крепост е известно и с продажбата си на череши.